# Головний біль
Головни́й біль (або цефалгія) є симптомом болю в обличчі, голові або шиї. Це може виникати як мігрень, головний біль напруги або кластерний головний біль. Існує підвищений ризик депресії у людей з сильними головними болями.
Головний біль може виникати внаслідок багатьох захворювань. Існує кілька різних систем класифікації головного болю. Найбільш визнаною є класифікація Міжнародне товариство головного болю, яка поділяє його на понад 150 типів первинних і вторинних головних болів. Причинами головного болю можуть бути зневоднення; втома; недосипання, стрес; вплив ліків (надмірне вживання) і рекреаційних наркотиків, включаючи абстиненцію; вірусні інфекції; гучні звуки; травма голови; швидке вживання дуже холодної їжі або напоїв, а також стоматологічні проблеми або проблеми з носовими пазухами (наприклад, синусит).
Лікування головного болю залежить від основної причини, але зазвичай включає прийом знеболювальних препаратів (особливо у випадку мігрені або кластерного головного болю). Головний біль — один з найпоширеніших фізичних дискомфортів.
Близько половини дорослих людей відчувають головний біль протягом рок. Найпоширенішим є головний біль напруги, від якого страждають близько 1,6 мільярда людей (21,8 % населення), за ним слідує мігрень, від якої страждають близько 848 мільйонів (11,7 %).

## Історична довідка

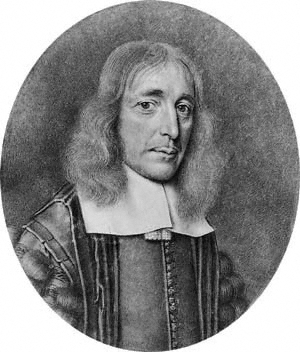
Томас Вілліс

Окремі згадки про головний біль з'явилися понад 5000 років тому. У XIX—XVI ст. до н. е. у вавилонській літературі знайдено описи нападів, які порівнювали зі спалахом блискавки. «Хвороба половини голови» з блювотою описана в папірусі Еберса. У книзі «Цжичжуан» 581 року до н. е. викладено лікування методом «чжень-цзю-терапії» (голковколювання і припікання). Геродот писав, що в Стародавньому Єгипті серед жерців були такі, хто спеціалізувався тільки на головному болю. Гіппократ в «Афоризмах» представив види головного болю й описав симптоми мігрені. Аретей Каппадокійський у книзі «Про гострі та хронічні захворювання» описав 3 види головного болю:
цефалгія, яким він позначав раптовий, тимчасовий головний біль
цефалія, що відноситься до хронічного типу головного болю
гетерокранія, пароксизмальний головний біль з одного боку голови.
Термін «гемікранія» був введений Галеном. Першу класифікацію під назвою «De Cephalalgia» розробив Томас Вілліс 1672 року. 1787 року Крістіан Баур розділяв ідіопатичний (первинний) і симптоматичний (вторинний) болі та 84 категорії головного болю. Наприкінці XIX століття в книзі «Про мігренозні головні болі та інші схожі захворювання» Едварда Лівінга показано відмінність мігрені від інших головних болів. Симптоми кластерного головного болю описані Гаррісом і Рідером у 1920-х роках, 1939 року Гортон розцінив його як еритромелалгію, потім — як гістаміновий головний біль, який пізніше назвали синдром Гортона; уперше на схожість цих станів указав Екбом у 1947 році, а з 1952 року за пропозицією Кункеля захворювання називали «кластерна цефалгія».
У 1962 Комітет головного болю в Національному інституті захворювань нервової системи США ввів нове визначення головного болю і розробив класифікацію цефалгій і прозопалгій, що використовувалася протягом 26 років. У 1988 році Міжнародний класифікаційний комітет головного болю вводить у практику нову класифікацію головного та лицьового болю. У 2018 р. Класифікаційним комітетом Міжнародного товариства головного болю представлено 3-тє видання класифікації головного болю — МКДБ-3, повний переклад якого російською мовою було опубліковано Російським товариством з вивчення головного болю у 2023 році.

## Типи головного болю
- судинний головний біль
- головний біль напруги
- ліквородинамічний головний біль
- неврологічний головний біль
- галюцинаторний головний біль, або психалгія
- головний біль змішаного генезу

## Причини головного болю
Існує понад 200 різних причини головного болю, які можуть не становити загрози і бути загрозливими для життя. Опис симптомів та неврологічне обстеження визначають необхідність подальшого лабораторно-інструментального обстеження і лікування.

### Первинний головний біль
Найпоширеніші типи головного болю — це «первинний головний біль». Наприклад, головний біль, що пов'язаний з напруженням і мігрень. Вони володіють типовими рисами; мігрень, наприклад, має пульсуючий характер, вражає одну частину голови, часто пов'язана з нудотою і триває між трьома годинами і трьома днями. Менш поширеними первинними головними болями є невралгія трійчастого нерва (прострільний лицевий біль), кластерний головний біль (раптовий сильний головний біль) і Hemicrania continua (тривалий головний біль з одного боку голови).

### Вторинний головний біль
Головний біль може бути зумовлений проблемами в іншому місці голови чи шиї. Деякі з них не є небезпечними, наприклад, цервікогенний головний біль (має походження від шийних м'язів). Медикаментозний головний біль може виникнути у людей, які надмірно вживають знеболювальні ліки для боротьби з головним болем, парадоксально породжуючи ще сильніший головний біль.
Певні симптоми можуть вказувати на те, що головний біль спричинюють потенційно небезпечні вторинні причини, які можуть нести довготривалу загрозу для здоров'я і навіть життя. Такими симптомами є:
- раптовий (розвивається протягом кількох хвилин) головний біль (відчуття удару по голові) у людей, яким понад 50 років, неможливість рухати кінцівку;
- ранковий головний біль;
- головний біль, що погіршується при зміні пози;
- головний біль, що посилюється при кашлі;
- втрата зору, або аномалії зору, відчуття заніміння шиї, гарячка;
- головний біль у людей зі СНІДом, із раком або тромбозом тощо.

Раптовий головний біль наразі вважають єдиним симптомом субарахноїдального крововиливу — форма інсульту, коли кров накопичується навколо мозку, через аневризму судин головного мозку. Головний біль, що поєднується з підвищенням температури тіла, може свідчити про менінгіт, особливо якщо при цьому у людини знаходять позитивні менінгеальні симптоми. Також гарячка може свідчити про енцефаліт (запалення головного мозку, що пов'язане з певними вірусними інфекціями). Головний біль, що погіршується при випрямленні або зміні пози може зумовлювати підвищений внутрішньочерепний тиск; це часто трапляється зранку і супроводжується блюванням. підвищений внутрішньочерепний тиск може бути пов'язаний з пухлиною мозку, ідіопатичною внутрішньочерепною гіпертензією і, рідше, церебральним тромбозом венозного синуса. Головний біль разом із слабкістю у частині тіла може свідчити про інсульт (особливо про геморагічний інсульт або субдуральну гематому) чи пухлину мозку. Головний біль у старих людей, що супроводжується погіршенням зору або паралічем щелепи, може означати темпоральний артеріїт (запалення артерій головного мозку). Глаукома може призводити до головного болю, особливо навколо ока, і порушень зору, нудоти, блювання, почервоніння очей і розширення зіниць.

### Інші причини
- стрес
- гормональні зміни
- напруження шиї чи щелепи
- депресія
- відчай
- нерегулярне харчування
- зміна режиму сна
- травми
- збудження
- напруження очей
- зміна погоди
- погана постава
- тривога
- гострі запахи
- ліки
- яскраве світло (фотофобія)
- фізичне перенапруження
- велика висота (висотна хвороба)
- алкоголь, особливо червоне вино
- деяка їжа, наприклад: шоколад, фрукти, маринади, сир, м'ясні консерви, горіхи, кава, чай, кола, дріжджі, аспартам, мононатрієвий глютамат (MSG)

Механічна, хімічна чи термічна дія на чутливі рецептори може спричинити головний біль. Ці рецептори, що є в м'яких тканинах голови — шкірі, м'язах, в стінках поверхневих артерій голови, твердій мозковій оболоні, в судинах основи мозку — сприймають різні нервові імпульси, які людина відчуває, як біль.

## Диференціальна діагностика
Біль, що виникає нижче за лінію, яка з'єднує зовнішній кут ока, зовнішній слуховий прохід і далі йде до I шийного хребця (орбітомеатальна лінія, від лат. orbita — очниці і лат. meatus — проходу) не називають головним болем; він є або лицевим болем (прозопалгія), або шийним болем. Таке умовне розділення несе діагностичне значення.

## Лікування головного болю
Адекватне лікування може бути проведене тільки після встановлення причин.
Цефалголог (від др.-грец. κεφαλή — «голова» і ἄλγος — «біль») — лікар-невролог, що спеціалізується на діагностиці та лікуванні різних видів головного болю.

### Медикаментозна терапія
Анальгетики, в тому числі нестероїдні протизапальні препарати широко використовують для боротьби з головним болем. Рідше застосовують вазоактивні засоби і психотропні препарати, що потенціюють дію анальгетиків.
Невиправдане застосування вказаних препаратів приводить до розвитку медикаментозної хвороби, часто — до шлункових захворювань, аж до виникнення виразки шлунку.

### Хірургічне втручання
Група пластичних хірургів з University Hospitals Case Medical Center (Клівленд, США), близько десяти років працювала над гіпотезою про те, що в деяких випадках причиною періодичного головного болю і мігрені є подразнення трійчастого нерва, яке спричинює спазм м'язів навколо нього. Опубліковані результати досліджень, що підтверджують ослаблення або зникнення головного болю при ін'єкції ботоксу і хірургічному видаленні відповідних м'язів.

## Епідеміологія
Огляди літератури показують, що приблизно 64-77% дорослих людей відчували головний біль у певний момент свого життя. Протягом року в середньому 46-53% людей відчувають головний біль. Однак поширеність головного болю значно варіюється залежно від того, як проводилося опитування: дослідження показали, що поширеність головного болю впродовж життя може становити від 8% до 96%. Більшість таких головних болів не є небезпечними. Лише приблизно 1–5% людей, які звертаються за невідкладною медичною допомогою з приводу головного болю, мають серйозну першопричину.
Понад 90% головних болів — це первинні головні болі. Більшість з цих первинних головних болів — це головні болі напруги. Більшість людей з головним болем напруги мають «епізодичні» головні болі напруги, які з'являються і зникають. Лише 3,3% дорослих мають хронічний головний біль напруги, коли головний біль триває більше ніж 15 днів на місяць.
Приблизно 12–18% людей у світі страждають на мігрень. Більше жінок, ніж чоловіків, відчувають мігрень. У Європі та Північній Америці мігрені відчувають 5-9% чоловіків і 12-25% жінок.
Кластерні головні болі відносно рідкісні Вони вражають лише 1–3 людини на тисячу людей у світі. На кластерний головний біль страждає приблизно втричі більше чоловіків, ніж жінок.

## Головний біль у дітей
Загалом, діти відчувають ті ж типи головного болю, що й дорослі, але їх симптоми можуть дещо відрізнятися. Діагностичний підхід до головного болю у дітей такий самий, як і у дорослих. Однак маленькі діти можуть бути не в змозі правильно описати біль. Якщо маленька дитина вередує, у неї може боліти голова.
Приблизно 1 % звернень у відділення невідкладної допомоги для дітей пов'язані з головним болем. Більшість з цих головних болів не є небезпечними. Найпоширеніший тип головного болю, з яким звертаються до педіатричних відділень невідкладної допомоги, — це головний біль, спричинений застудою (28,5 %). Інші головні болі, що діагностуються у відділенні невідкладної допомоги, включають посттравматичний головний біль (20 %), головний біль, пов'язаний з проблемою вентрикулоперитонеального шунта (пристрою, який вводять у мозок для видалення надлишку ліквору та зниження тиску в мозку) (11,5 %) та мігрень (8,5 %). Найпоширеніші серйозні головні болі, що зустрічаються у дітей, включають крововилив у мозок (субдуральна гематома, епідуральна гематома), абсцеси головного мозку, менінгіт і порушення роботи вентрикулоперитонеального шунта. Лише у 4–6,9 % дітей з головним болем мають серйозну причину.
Як і у дорослих, більшість головних болів є доброякісними, але коли головний біль супроводжується іншими симптомами, такими як проблеми з мовленням, м'язова слабкість і втрата зору, може існувати більш серйозна причина: гідроцефалія, менінгіт, енцефаліт, абсцес, крововилив, пухлина, тромби або травма голови. У цих випадках оцінка головного болю може включати КТ або МРТ з метою пошуку можливих структурних порушень центральної нервової системи. Якщо дитина з періодичним головним болем має нормальний фізикальний огляд, нейровізуалізація не рекомендується. Згідно з рекомендаціями, дітям із відхиленнями в неврологічному обстеженні, сплутаністю свідомості, судомами та нещодавньою появою найсильнішого головного болю в житті, зміною типу головного болю або будь-якими іншими ознаками, що вказують на неврологічні проблеми, необхідно провести нейровізуалізацію.
Коли діти скаржаться на головний біль, багато батьків занепокоєні пухлиною головного мозку. Як правило, головні болі, викликані утвореннями в головному мозку, не дають сил і супроводжуються блювотою. В одному з досліджень було встановлено, що з пухлиною головного мозку в дітей пов'язані такі характеристики: головний біль більше ніж 6 місяців, головний біль, пов'язаний зі сном, блювота, сплутаність свідомості, відсутність візуальних симптомів, відсутність у сімейному анамнезі мігрені та аномального неврологічного обстеження.
Деякі заходи можуть допомогти запобігти головному болю у дітей. Вживання великої кількості води протягом дня, уникання кофеїну, достатній і регулярний сон, збалансоване харчування в належний час, а також зменшення стресу і надмірних навантажень можуть запобігти головному болю. Лікування дітей подібне до лікування дорослих, проте деякі ліки, такі як наркотики, не можна давати дітям.
Діти, які страждають від головного болю, не обов'язково матимуть головний біль у дорослому віці. В одному дослідженні 100 дітей з головним болем через вісім років 44 % дітей з головним болем напруги та 28 % дітей з мігренню не мали головного болю. В іншому дослідженні людей із хронічним щоденним головним болем 75 % не мали хронічного щоденного головного болю через два роки, а 88 % не мали хронічного щоденного головного болю через вісім років.